# Aloe gossweileri
Aloe gossweileri ist eine Pflanzenart der Gattung der Aloen in der Unterfamilie der Affodillgewächse (Asphodeloideae). Das Artepitheton gossweileri ehrt den Schweizer Botaniker und Pflanzensammler John Gossweiler (1873–1952).

## Beschreibung

### Vegetative Merkmale
Aloe gossweileri wächst stammbildend, verzweigt von der Basis aus und bildet Dickichte von mehreren Metern Durchmesser. Die aufsteigenden oder spreizenden Stämme weisen eine Länge von 100 bis 150 Zentimeter auf und sind 3 bis 4 Zentimeter dick. Die etwa 16 lanzettlich verschmälerten Laubblätter bilden Rosetten. Auf den obersten 10 bis 20 Zentimetern der Stämme sind sie ausdauernd. Die grüne, gelegentlich gefleckte Blattspreite ist 30 Zentimeter lang und 5 Zentimeter breit. Die Zähne am Blattrand sind 3 bis 4 Millimeter lang und stehen 15 Millimeter voneinander entfernt.

### Blütenstände und Blüten
Der Blütenstand besteht aus sechs bis acht Zweigen und erreicht eine Länge von 40 bis 50 Zentimeter. Die ziemlich dichten Trauben sind 10 bis 15 Zentimeter lang und 5 bis 6 Zentimeter breit. Sie bestehen aus einseitswendigen Blüten. Die eiförmig-spitzen Brakteen weisen eine Länge von 3 Millimeter auf und sind 2 Millimeter breit. Die scharlachroten Blüten sind an ihrer Mündung heller. Sie stehen an 10 Millimeter langen Blütenstielen. Die Blüten sind 30 Millimeter lang und an ihrer Basis gerundet. Auf Höhe des Fruchtknotens weisen die Blüten einen Durchmesser von 6 Millimeter auf. Darüber sind sie leicht verengt und schließlich zur Mündung leicht erweitert. Ihre äußeren Perigonblätter sind auf einer Länge von 10 bis 12 Millimetern nicht miteinander verwachsen. Die Staubblätter und der Griffel ragen 1 bis 3 Millimeter aus der Blüte heraus.

## Systematik und Verbreitung
Aloe gossweileri ist in Angola auf felsigen Hügeln in Höhen von 850 bis 1100 Metern verbreitet.
Die Erstbeschreibung durch Gilbert Westacott Reynolds wurde 1962 veröffentlicht.

## Nachweise